# فرید صائبی
فرید صائبی (زاده ۲ فروردین ماه ۱۳۳۸ اهواز)مربی تیم ملی والیبال نشسته مردان ایران  است.

## افتخارات

### به عنوان مربی در پارالمپیک
- پارالمپیک ۲۰۰۴ آتن
- پارالمپیک تابستانی ۲۰۰۸ پکن
- پارالمپیک تابستانی ۲۰۱۲ لندن
- پارالمپیک تابستانی ۲۰۲۰ توکیو

### به عنوان مربی در قهرمانی جهان
- والیبال نشسته قهرمانی جهان ۲۰۰۲ قاهره
- والیبال نشسته قهرمانی جهان ۲۰۱۰ اوکلاهاما
- والیبال نشسته قهرمانی جهان ۲۰۱۴ لهستان
- والیبال نشسته قهرمانی جهان ۲۰۲۲ بوسنی و هرزگوین [۵]